# Drosophila parabocainensis
Drosophila parabocainensis este o specie de muște din genul Drosophila, familia Drosophilidae, descrisă de Carson în anul 1954. Conform Catalogue of Life specia Drosophila parabocainensis nu are subspecii cunoscute.